# Alejandro Gallinal
Alejandro Claudio Gallinal Conlazo (San José, 20 de octubre de 1872 - 9 de octubre de 1943) fue un médico, estanciero, filántropo y político uruguayo.

## Biografía
Nació el 20 de octubre de 1872 en la chacra familiar de San José, hijo del abogado Hipólito Gallinal de Arce y Petrona Conlazo Baraona.
Estudió en el Colegio Seminario de Montevideo (Sagrado Corazón de Jesús).
El 5 de mayo de 1901 se casó con Elena Heber Jackson (6 de febrero de 1872 - 13 de marzo de 1955, hija del alemán Gustavo Heber Wichelhausen y de Clara Jackson Errázquin, hermana de Juan D. Jackson), considerada al momento de su matrimonio como propietaria de la mayor fortuna rural de su país, con quien tuvo 5 hijos:
- Clara (1902-1987, falleció soltera)
- Alejandro Julián (1905-1980, casado con Elina Castellanos Etchebarne, 4 hijos)
- Elena (1908-1975, casada con Luis Pedro Sáenz Barabino, 8 hijos)
- Alberto (1909-1994, casado con Elvira Algorta Scremini, 9 hijos)
- Juan Pedro (1912-1996, casado con María Helena Artagaveytia Piñeyro, 9 hijos).

Como senador de la República, se destacó por su voto en contra de la 'Ley de 8 horas' en 1915, una postura representativa de los sectores más acomodados del país a los que pertenecía, que resistieron los avances en los derechos de los trabajadores. Esta oposición logró que la legislación excluyera a los trabajadores rurales y al servicio doméstico.
En 1917, en representación del Partido Nacional, integró la "Comisión de los Ocho", conjuntamente con los doctores Leonel Aguirre, Carlos A. Berro y Martín C. Martínez, estando representado a su vez el Partido Colorado por los doctores Domingo Arena, Ricardo Areco, Juan Antonio Buero y Baltasar Brum; dicha Comisión trabajó durante 1917, redactando el texto final de la Constitución de 1918. El Dr Alejandro Gallinal fue además Diputado por el departamento de Soriano, Senador de la República (Partido Nacional), Constituyente y miembro del Consejo Nacional de Administración, ocupando varios cargos públicos: Presidente del Banco de la República Oriental del Uruguay (1929-1931), miembro de la Compañía Financiera del Puerto de Montevideo, de la Comisión Nacional de la Lucha contra la Tuberculosis, etc.
Fueron numerosas sus donaciones: el amplio predio que hoy ocupa el Estadio Campeones Olímpicos de Soriano, el Lavadero Municipal de Soriano, el CAIF, innumerables edificios para escuelas, hospitales, etc. En 1923 donó el monumento a la “Batalla de Sarandí” en Sarandí Grande, obra del escultor José Luis Zorrilla de San Martín. La sociedad uruguaya también se benefició con numerosas becas, ediciones de obras de autores nacionales a las bibliotecas, etc.
Junto con el Dr. Luis Pedro Lenguas descubrieron la cura de la Hidatidosis.
Fue muy reconocido en la alta sociedad de la época. Al casarse con Elena Heber Jackson pasó a ser propietario de muchas estancias y campos como "El Rincón", "Santa Elena", "San Juan Bautista", "Monzón Heber", "Santa Clara" y de "San Pedro del Timote" etc.

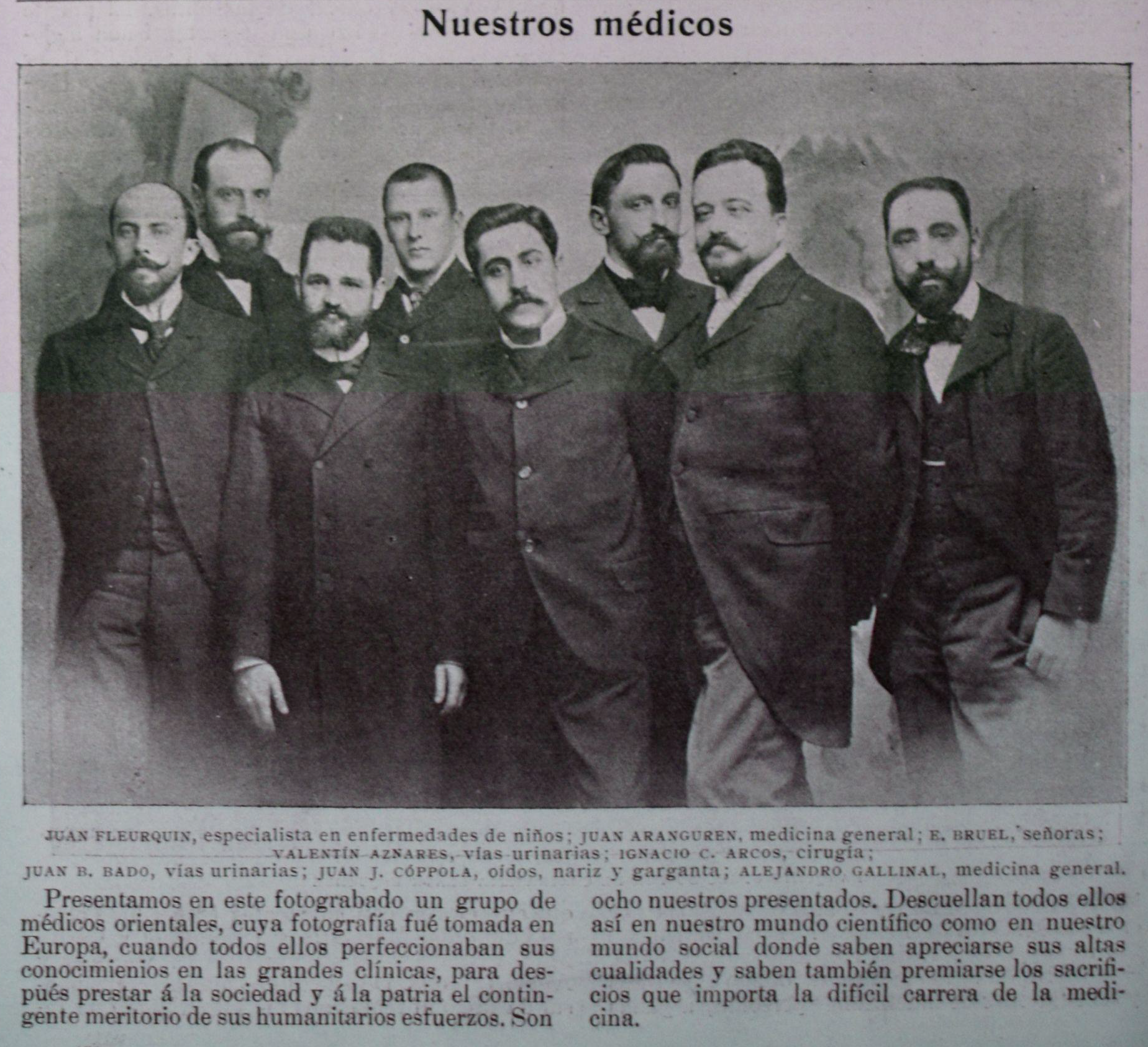
Alejandro Gallinal junto a otros médicos.

Murió el 9 de octubre de 1943 enfermo en su casa en 18 de julio. El Vivero Nacional de Toledo lleva su nombre.